# 西山磐
西山 磐（にしやま いわお、1903年9月7日 - 1999年9月9日）は日本の実業家。大阪ガス元会長・社長。

## 来歴・人物
高知県南国市出身。東京帝国大学法学部卒業後、1928年に阪神電気鉄道へ入社。1944年に大阪ガスへ中途入社し、監査役、常務取締役、代表取締役副社長を経て、1969年に代表取締役社長に就任。
その後1973年より代表取締役会長を務め、1983年に取締相談役へ退く。
その他には大阪工業会会長、社団法人大阪府計量協会会長、帝塚山学院理事長、朝日放送取締役も務めた。